# Andrej Tjumentsev
Andrej Aleksejevitj Tjumentsev (ryska: Андрей Алексеевич Тюменцев), född 6 maj 1963 i Vladivostok, är en rysk spelaragent, handbollstränare och tidigare handbollsspelare (mittnia).
Han var med och tog OS-guld 1988 i Seoul.
Han är far till den spanske handbollsspelaren Alexander Tioumentsev (född 1983).

## Klubbar
- Dinamo Astrachan (1979–1991)
- BM Granollers (1991–1993)
- BM Málaga (1993–1994)